# Tantilla longifrontalis
Tantilla longifrontalis este o specie de șerpi din genul Tantilla, familia Colubridae, descrisă de Boulenger 1896. Conform Catalogue of Life specia Tantilla longifrontalis nu are subspecii cunoscute.